# Heidevolk
A Heidevolk holland metalegyüttes. Főleg a folk-metal és a viking metal műfajokban játszanak, de a heavy metal műfajban is szerepelnek. A zenekar 2002-ben alakult meg Amhem-ben.

## Története
"Hymir" néven alakultak 2002-ben, majd nem sokkal ezután Heidevolk-ra változtatták. Nevük "hanga népet" jelent. A tévhittel ellentétben a nevük nem fordítható "pogány nép"re. Az együttes első kislemezét 2004-ben adta ki, első koncertjüket 2003-ban tartották. Első nagylemezüket 2005-ben jelentették meg. Albumaikat a Napalm Records kiadó dobja piacra. Az orosz Arkonaból, a litván Obtestből és a lett Skyforger-ből is közreműködtek zenészek a Heidevolk albumain. 

## Tagok
- Joost Vellenknotscher - dobok (2002-)
- Rowan Roodbaert - basszusgitár (2006-)
- Lars NachtBraecker - éneklés (2003-)
- Jacco de Wijs - éneklés (2016-)

## Diszkográfia
- Het Gelders Volkslied (kislemez, 2004)
- De strijdlust is geboren (nagylemez, 2005)
- Wodan heerst (EP, 2007)
- Walhalla wacht (nagylemez, 2008)
- Uit oude grond (nagylemez, 2010)
- Batavi (nagylemez, 2012)
- Velua (nagylemez, 2015)
- Vuur van verzet (nagylemez, 2018)